# シーバース/人喰い生物の島
『シーバース／人喰い生物の島』（Shivers、またはThe Parasite Murders、They Came from Within、フランス・カナダでの配給ではFrissons）は、1975年のカナダの映画。
デヴィッド・クローネンバーグが脚本と監督を手がけ、ポール・ハンプトン、リン・ローリイ、バーバラ・スティールが出演しているSF・ホラー映画である。原題は『Orgy of the Blood Parasites』。
日本では『デビッド・クローネンバーグのシーバース』、『SF人喰い生物の島／謎の生命体大襲来』、『恐怖の人喰い生物』などの邦題でも知られる。

## あらすじ
モントリオール郊外のスターライナー島に建つ高級マンションを含む複合施設、「スターライナー・タワー」の一室で、エミール・ホッブス医師がアナベルという名の若い女性を殺害する。ホッブスは彼女の胃を切り裂き、傷口に酸を注ぎ込んだ後に自殺する。胃けいれんに苦しんでいたニコラス・チューダー(ニック)は、アナベルたちの遺体を見つけたが、警察に通報せずに会社へ向かった。二人の遺体は常駐医のロジャー・セント・ルウクが発見し、警察を呼ぶ。ホッブスの医療パートナーであるロロ・リンスキーは、ホッブスと一緒に「人間の臓器の機能を引き継ぐことができる寄生虫」を作成するプロジェクトに取り組んでいたことをロジャーに語った。
さらに痙攣を起こしたニックは仕事を早退する。ベランダの手すりで咳き込んだ拍子に、寄生虫を吐き出した。寄生虫はマンションに侵入し、地下の洗濯室の掃除婦を襲い、顔に取り付く。
妻のジャニインはニックを介抱しようとするが、彼は彼女を無視し、腹の中でうごめく寄生虫に話しかけようとする。診療所でロジャーは、腹部の痙攣に悩む性欲旺盛な中年の住人を診察する。ロジャーは、彼の症状はアナベルからうつされた性感染症ではないかと推測する。
リンスキーはダウンタウンのホッブスのオフィスからロジャーに電話し、ホッブスが「媚薬と性病を組み合わせた、うまくいけば世界を美しい無分別な乱交で一つにしてしまう」寄生虫を開発したことを伝えた。ホッブスは、現代人が過度に知的になり、原始的な衝動から遠ざかっていると考えていた。ホッブスは、寄生虫の発明によって人間の性欲的な本能の抑制を解除しようと考え、彼の娘のアナベルをモルモットにしたのである。リンスキーはロジャーに、奇妙な行動をしている人に近づいてはいけないと警告する。
ニックはジャニインにセックスを強要しようとするが、寄生虫の1つが彼の口から這うと、彼女は恐怖で後ずさる。ジャニインは友人のベッツのアパートに駆けつけるが、彼女は入浴中に寄生虫に感染していた。ベッツはジャニインを誘惑し、キスをして寄生虫をジャニインに感染させる。一方、エレベーターで母親と一緒にいた少女が配達人に襲われるなど、他の住人も寄生虫に感染し、他の住人を襲い、感染を広げ続けていく。すぐに廊下は、互いに性的暴行を加えたり、争ったりする人々で溢れかえった。ロジャーは寄生虫を探して複合施設をくまなく調べ、看護師でありロジャーの恋人でもあるホーサイズは、寄生虫の一匹に襲われた老夫婦ギルバート夫妻の看護をする。
ロジャーが、アナベルが感染させた可能性のある人物としてニックを特定したため、リンスキーはスターライナー・タワーに到着し、チューダー夫妻のアパートに向かった。リンスキーはニックがベッドに横たわっていて、寄生虫が彼の腹部を這っているのを見つけた。リンスキーが詳しく調べると、寄生虫の一匹が彼の頬にくっついていた。リンスキーはそれをペンチで引き剥がそうとするが、ニックはリンスキーを殺し、寄生虫を飲み込んでしまう。ホーサイズは車で複合施設から逃げようとするが、感染した警備員に襲われた。強姦される前にロジャーが到着して警備員を殺し、二人は地下に隠れる。ホーサイズはロジャーに、昨夜見たエロティシズムと死が混ざった夢を語り、寄生虫を吐き出す。 ロジャーは彼女を気絶させ、安全な場所に運ぼうとするが、感染したセックスマニアの大群に襲われてしまう。ロジャーはホーサイズから引き離され、感染者に圧倒されながら逃げることを余儀なくされた。
ロジャーはアパートでニックを殺し、複合施設から逃げ出そうと試みるが、ことごとく阻止される。彼はついに水泳プールエリアにたどり着き、そこで服を着たまま泳いでいるジャニインとベッツに出会う。二人はプールの縁まで歩いてきて、ロジャーが外への扉を見つけたとき彼に魅惑的に微笑んだが、感染者がロジャーの道を塞ぎ、彼はジャニーンとベッツによってプールに引き込まれた。エレベーターにいた少女を含む残りの感染者たちは、服を着たままプールに飛び込み、ロジャーに向かって泳ぎ、彼を押さえつける。ロジャーはやがて囲まれ、ついにはホーサイズにキスされ感染してしまう。
寄生虫に感染したロジャー、ホーサイズとスターライナー島の居住者達は、建物のガレージから車でモントリオールへ出発する。
翌朝早く、警察がモントリオールで多発する性的暴行事件を調査しており、視聴者にパニックにならないように促すニュース報道が放送されていた。

## キャスト
| 役名                         | 俳優                     | 日本語吹替           | 日本語吹替 |
| 役名                         | 俳優                     | テレビ東京版         |            |
| ---------------------------- | ------------------------ | -------------------- | ---------- |
| ロジャー・セント・ルウク     | ポール・ハンプトン       | 井上真樹夫           |            |
| ホーサイズ看護婦             | リン・ローリイ           | 高橋ひろ子           |            |
| ロロ・リンスキー             | ジョー・シルヴァー       | 大久保正信           |            |
| ニコラス・チューダー(ニック) | アラン・ミジコフスキー   | 徳丸完               |            |
| ジャニイン・チューダー       | スーザン・ペトリ         | 小野洋子             |            |
| ベッツ                       | バーバラ・スティール     | 尾崎桂子             |            |
| パーキンス                   | アル・ロックマン         | たてかべ和也         |            |
| エミール・ホッブス医師       | フレッド・ドーダーライン |                      |            |
| アナベル                     | キャシー・グラハム       |                      |            |
| メリック                     | ロナルド・ムロジック     |                      |            |
| ヘラー刑事                   | バリー・バルダロ         |                      |            |
| モーリス・ギルバート         | カミーユ・デュシャーム   |                      |            |
| ギルバート婦人               | ハンカ・ポスナンスカ     |                      |            |
| ドアマン                     | ワリー・マーティン       |                      |            |
| クレシマー・スヴィーベン     | ヴラスタ・ヴラナ         |                      |            |
| ベンダ・スヴィーベン         | シルヴィ・デボワ         |                      |            |
|                              |                          |                      |            |
| 制作                         |                          | コスモプロモーション |            |

- テレビ東京版：初回放送1979年5月15日『SF人喰い生物の島』
  - キングレコードから2021年2月10日に発売されたBlu-rayに収録[4]。

## 制作と反響
『シーバース／人喰い生物の島』は、モントリオール・ナンス島のガスペ通りにあるルートヴィヒ・ミース・ファン・デル・ローエが設計した1962年のアパート、「トゥレル・シュル・リーヴ(Tourelle-Sur-Rive)」で15日間かけて撮影された。クローネンバーグの第三の長編映画であり、1975年に制作されたカナダ映画で最も収益性の高い作品であったが、カナダ議会は、その性的で暴力的な内容に異議を唱えたため、その社会的、芸術的価値と社会への影響を議論したほど物議を醸した。

## 公開
本作は、1975年9月26日に テキサス州サンアントニオ で地方上映が開始され、『They Came From Within』という別タイトルで米国で劇場公開された。
1975年10月10日にはカナダ・モントリオール で公開され、Cinépix によって配給された。この映画はカナダでは『The Parasite Murders』として、カナダとイギリスでは『Shivers』として公開された。

## 評価
初公開時、本作は好意的に受け入れられる映画ではなかった。カナダ、アメリカ、イギリス、ベルギー、フランスからの28件のレビューのうち、16件が否定的で、6件が肯定的、残りは中立と分類された。16件の否定的なレビューのうち12件は非常に否定的である一方、6件の肯定的なレビューのうち3件は非常に肯定的であった。
Rotten Tomatoesでは、この映画の評価は26人の批評家からの支持率は85%、平均点は10点満点で6.7点となっている。サイトのコンセンサスでは、「『シーバース／人喰い生物の島』は、要素的に効果的な基本要素を使い華麗な効果を発揮し、その後のデヴィッド・クローネンバーグ監督のキャリアに深い不穏さを与える土台を築いた」と述べられている。
カナダのジャーナリストロバート・フルフォードは、マーシャル・ディレイニー名義で全国誌「Saturday Night」のページで本作の内容を酷評した。クローネンバーグの映画は、税金で賄われているカナダ映画開発公社（後のテレフィルム・カナダ）が一部出資していたため、フルフォードは記事の見出しを「この映画がいかにひどいか知るべきだろう。なにしろ、お金を払ったのだから。」とした。彼は本作を「血と暴力と堕落したセックスでぎゅうぎゅう詰め」であり、「私が今まで見た中で最も不快な映画」と呼んだ。この注目を集めた批評により、クローネンバーグはその後の映画の資金調達がより困難になっただけでなく、クローネンバーグは後に、フルフォードの記事のせいで、大家が賃貸契約に「道徳条項」を含めたためにトロント のアパートから追い出されたと語った。
「グローブ・アンド・メール」のマーティン・クネルマンや「モントリオール・ガゼット」のデーン・ラーンケンなどの他のカナダの批評家は、本作に否定的な評価を与えている。アメリカの映画評論家ロジャー・イーバートは、本作は偽のスナッフ映画『スナッフ/SNUFF』と二本立てだったため、悲惨なエクスプロイテーション映画だと予想したが、映画の大部分に感銘を受け、最終的に星2.5の評価を与えたと記している。
本作は、カナダで100万ドルの興行収入を記録し、歴代の英語版カナダ映画の中で最も高い興行収入のひとつとなった。

## 関連書籍
本作の脚本はフェイバー&フェイバー社から2002年に出版された「David Cronenberg: Collected Screenplays 1: Stereo, Crimes of the Future, Shivers, Rabid」に収録されている。